# 알폰소 로페스 미첼센
알폰소 로페스 미첼센(스페인어: Alfonso López Michelsen, 1913년 6월 30일~2007년 7월 11일)은 콜롬비아의 정치인이다. 1974년 8월 7일부터 1978년 8월 7일까지 콜롬비아의 제24대 대통령을 역임했다.
보고타에서 알포소 로페스 푸마레호 전 대통령의 아들로 태어났다. 1937년 델 로사리오 대학교를 졸업했으며 1938년에는 세실리아 카바예로 블랑코(Cecilia Caballero Blanco)와 결혼했다. 1967년부터 1968년까지 세사르주지사, 1968년부터 1970년까지 콜롬비아 외무부 장관을 역임했다.
1974년 대통령 선거에서 자유당 소속으로 출마하여 당선되었다. 2007년 7월 11일 심장마비로 인해 사망했다.

## 역대 선거 결과
| 선거명      | 직책명            | 대수 | 정당            | 득표율 | 득표수      | 결과 | 당락                 |
| ----------- | ----------------- | ---- | --------------- | ------ | ----------- | ---- | -------------------- |
| 1962년 선거 | 콜롬비아의 대통령 | 21대 | 콜롬비아 자유당 | 0%     | 625,630표   | 2위  | 낙선                 |
| 1974년 선거 | 콜롬비아의 대통령 | 24대 | 콜롬비아 자유당 | 56.35% | 2,929,719표 | 1위  | 콜롬비아 대통령 당선 |
| 1982년 선거 | 콜롬비아의 대통령 | 26대 | 콜롬비아 자유당 | 41.01% | 2,797,627표 | 2위  | 낙선                 |